# Det sovende Hus
Det sovende Hus er en dansk stumfilm fra 1926 med instruktion og manuskript af Guðmundur Kamban.

## Handling
En mand der er krakket med sit firma svigtes af sin hustru, og hun bliver gift med en anden. Mange år efter vender den vragede ægtemand tilbage, og lukker sig en nat ind i ex-hustruens hus. Han sætter sig i en hall, lader sit liv passere revue, og dør af et hjerteslag. Hans tidligere kone finder ham næste morgen.

## Medvirkende
- Gunnar Tolnæs - Richard Torp
- Hanna Ralph - Elisabeth
- Agnete Kamban - Marie, Elisabeths søster
- Mathilde Nielsen - Gamle Thora
- Anton de Verdier - Generalkonsul Falck
- Beatrice Bonnesen - Gerda
- Frederik Schyberg
- Egill Rostrup
- Eigil Reimers
- Emma Wiehe
- Emil Bruun
- Alfred Wilken
- Maria Berthelsen-Grünwald
- Poul Juhl